# Onesia sepulcralis
Onesia sepulcralis är en tvåvingeart som först beskrevs av Johann Wilhelm Meigen 1826.  I den svenska databasen Dyntaxa används istället namnet Onesia floralis. Onesia sepulcralis ingår i släktet Onesia och familjen spyflugor. Arten är reproducerande i Sverige. Inga underarter finns listade i Catalogue of Life.